# Krka, Koroška (kraj)
Krka (nemško Gurk) je kraj na avstrijskem Koroškem v okrožju Šentvid ob reki Glini (Sankt Veit an der Glan) in ima 1249  prebivalcev (stanje  1. januar 2013). Skozenj teče  reka Krka. Kraj je znan po baziliki svete Eme Krške (Heilige Hemma von Gurk).

## Geografija
Trg Krka je obdan s travniki, ki se nadaljujejo v gorski gozd in je središče malo naseljene doline Krke (Gurktal).
Občina je razdeljena na tri katastrske občine (Pisveg, Gruska, Gurk) z 22 naselji (v oklepajih je število prebivalcev 31. oktobra 2011):
| - Vesca (Dörfl) (16) - Föbing (6) - Finsterdorf (9) - Gassarest (9) - Glanz (0) - Gruska (24) - Krka (Gurk) (869) - Gwadnitz (39) | - Pasja vas (Hundsdorf) (21) - Kreuzberg (9) - Krön (10) - Masternitzen (5) - Niederdorf (15) - Pisveg (Pisweg) (104) - Ranitz (20) | - Reichenhaus (44) - Straža (Straßa) (16) - Sutsch (11) - Zabersdorf (18) - Zedl (9) - Zedroß (9) - Selče (Zeltschach) (10) |

## Prebivalstvo
Po popisu 2001 je imela Krka 1311 prebivalcev, 99,0 % je imelo avstrijsko državljanstvo. 94,6 % prebivalstva je rimskokatoliške veroizpovedi, 1,5 % je protestantske vere, 3,5 % ni vernih.

## Zgodovina
Današnje občinsko območje je bilo poseljeno že pred približno 2000 leti, vendar ni imelo posebnega pomena vse do priključitve Koroške Bavarski. Najstarejši dokument  iz leta 831 omenja reko, salzburški grad Krka (Hof Gurk) pa je bil omenjen leta 864. Leta 898 je cesar Arnulf Koroški daroval Hemi Zwentibold velik del doline Krke, tudi kmečko posestvo Gurk, za katero domnevajo, da je danes Lieding (občina Straßburg).
Leta 975 je cesar Oton II., cesar Svetega rimskega cesarstva, dodelil pravico za ustanovitev samostana benediktink v Liedingu. Ustanovila ga je grofica Ema Krška 1043–1045 in zgradila tudi baziliko. Nekaj let po njeni smrti je bil samostan ukinjen, na njegovem mestu pa ustanovljena Krška škofija. Krka je bila do leta 1787 sedež škofije, danes je njen sedež v Celovcu.
Krka je dobila trške pravice v 13. stoletju, vendar vse do 18. stoletja to ni bila v pravem pomenu, saj ni imela niti grba niti pečata.
25. junija 1988 je cerkev obiskal Janez Pavel II. in molil v kripti na grobu svete Eme. Prvi obisk papeža v zgodovini Koroške je bil tudi medijski dogodek in je privabil več tisoč ljudi.
Krko je leta 1998 priznal Svet Evrope kot "evropsko občino".

## Bazilika
Nekdanja samostanska cerkev in bazilika, zdaj župnijska cerkev Marijinega vnebovzetja, je bila zgrajena med letoma 1140 in 1200. Je romanska bazilika s tremi vzdolžnimi ladjami, oratorijem, prečno ladjo in tremi apsidami. Pod cerkvijo je kripta s 100 stebri. Dva mogočna zvonika s čebulastima kapama oklepata obokano preddverje, okrašeno s freskami. Gotsko obokana cerkvena notranjščina je bogato poslikana.

## Pobrateni mesti
- Arnstadt, Turingija, (Nemčija)
- Hallein, Salzburg (zvezna dežela)